# 67 (عدد)
67 (سبعة وستين) هو عدد طبيعي فردي يلي العدد 66 ويسبق العدد 68.